# (7982) 1979 MX5
(7982) 1979 MX5 (1979 MX5, 1980 WD3) — астероїд головного поясу, відкритий 25 червня1979 року.
Тіссеранів параметр щодо Юпітера — 3.597.